# هانا بوبکووا
هانا بوبکووا (چکی: Hana Bobková؛ ۱۹ فوریهٔ ۱۹۲۹ – ۲۰۱۷) ژیمناست هنری اهل جمهوری چک بود.